# Ngoro (plaats in Mojokerto)
Ngoro is een bestuurslaag in het regentschap Mojokerto van de provincie Oost-Java, Indonesië. Ngoro telt 7157 inwoners (volkstelling 2010).